# Pixonic
Pixonic és un desenvolupador de videojocs fundat el 2009 per Elena Masolova. Es va dedicar inicialment a desenvolupar jocs per plataformes socials. El primer joc creat va ser Domovyata i el 2011 va llençar Robinson. El 2013 va concentrar els seus esforços en el mercat de dispositius mòbils i, amb Philipp Gladkov, va crear War Robots (anteriorment anomenat Walking War Robots). El 30 de setembre de 2016, el grup Mail.ru va adquirir el 100% de les participacions de l'empresa per 30$ milions.